# Wizz Air Ukraine
Wizz Air Ukraine – nieistniejący ukraiński oddział Wizz Air stworzony, aby rozpocząć krajowe i zagraniczne operacje lotnicze z Ukrainy. W dniu 11 lipca 2008 linia rozpoczęła swoją działalność. 20 kwietnia 2015 spółka bezterminowo zawiesiła działalność. Część lotów przejął Wizz Air.
We wszystkich lotach obsługiwanych przez ukraiński oddział linii w cenę biletu wliczona była jedna sztuka bagażu rejestrowanego.

## Kierunki lotów
(Stan na czerwiec 2014)

- Cypr - Larnaka - Port lotniczy Larnaka
- Rosja - Moskwa - Port lotniczy Moskwa-Wnukowo
- Gruzja
  - Kutaisi - (port lotniczy Kopitnari)

- Niemcy
  - Kolonia/Bonn - (port lotniczy Kolonia/Bonn)
  - Dortmund - (port lotniczy Dortmund)
  - Lubeka - (port lotniczy Lubeka)
  - Memmingen - (port lotniczy Memmingen)

- Włochy
  - Wenecja - (port lotniczy Treviso)

- Polska
  - Katowice - (port lotniczy Katowice-Pyrzowice)

- Hiszpania
  - Girona - (port lotniczy Girona)
  - Walencja - (port lotniczy Walencja) - sezonowo latem

- Turcja
  - Antalya - (port lotniczy Antalya)

- Ukraina
  - Kijów - (port lotniczy Kijów-Żuliany)
  - Lwów - (port lotniczy Lwów)

## Flota
| Samolot         | Razem | Pasażerów |
| --------------- | ----- | --------- |
| Airbus A320-232 | 2     | 180       |